# Moisés Calero
Daniel Moisés Calero Salazar (Cochabamba, 12 de septiembre de 1998) es un futbolista boliviano. Juega como delantero y su actual equipo es Club Gualberto Villarroel de la Primera División de Bolivia.

## Clubes
| Club                   | País    | Año               |
| ---------------------- | ------- | ----------------- |
| The Strongest          | Bolivia | 2017 - 2021       |
| Palmaflor              | Bolivia | 2021              |
| Real Tomayapo          | Bolivia | 2021              |
| Universitario de Sucre | Bolivia | 2022              |
| Universitario de Vinto | Bolivia | 2023              |
| Gualberto Villarroel   | Bolivia | 2023 - Actualidad |